# دينيس شو
دينيس شو (بالإنجليزية: Denis Shaw)‏ هو ممثل بريطاني (وحمل سابقاً جنسية المملكة المتحدة لبريطانيا العظمى وأيرلندا)، ولد في 7 أبريل 1921 في المملكة المتحدة، وتوفي في 28 فبراير 1971 بلندن في المملكة المتحدة.

## وصلات خارجية
- دينيس شو على موقع IMDb (الإنجليزية)
- دينيس شو على موقع قاعدة بيانات الفيلم (الإنجليزية)